# GFKヤゴディナ
グラズキ・フドバルスキ・クルブ・ヤゴディナ（セルビア語: Градски фудбалски клуб Јагодина, セルビア・クロアチア語: Gradski fudbalski klub Jagodina）は、セルビアのヤゴディナをホームタウンとするサッカークラブ。

## 歴史
1906年、スレタン・アジッチ (Sreten Adžić) によってウィーンからヤゴディナに最初のサッカーボールが持ち込まれた。1919年、クラブはFKゾラ (FK Zora) として創設された。最初の試合は、SKユゴスラヴィヤとFKベオグラード・スポーツクラブa (FK BSK-a) の混合チームと対戦し、約200人の観客の前で6-0で勝利した。
1921年、FKゾラは解散し、新たに1922-23シーズンにSKスパルタ (SK Sparta) が創設された。その後、JSKブドゥチノスト (JSK Budućnost) に改称した。1926年、JSK Dacaが創設された。1928年にJSKハイドゥク (JSK Hajduk) 、1932年にJSKトミスラヴ (JSK Tomislav) に改称した。同年、JSKトミスラヴが解散し、JSKスロガ (JSK Sloga) が創設されたが、すぐに解散した。1935年秋、JSK（Jagodinski sportski klub）が創設された。1938年、JSKラドニチュキ (JSK Radnički) が創設されたが、1940年秋に解散した。JSKは第二次世界大戦中の1941年から1945年は最強チームの一つだった。1945年5月9日、SD Poletが創設された。翌年、FK Nikčevićに改称した。クラブ最大の成功は1947年にユーゴスラビア・カップでベスト32 (1/16) に進出したことだった。1949年にFKスロガ (FK Sloga) 、1951年にFKムラドスト (FK Mladost) に改称した。1954-55シーズンにセルビアのモラヴァ川に由来するFKモラヴァに改称した。
1948年、2つ目のクラブであるFKムラディ・ラドニク (FK Mladi radnik) が創設された。1952年、FKイェディンストヴォ (FK Jedinstvo) に改称した。
1952年にはFKスヴェトザレヴォ (FK Svetozarevo) が創設され、新たに建設されたケーブル工場に由来するFK Kabloviに改称した。

### FKヤゴディナ
1962年10月14日、FKモラヴァとFKイェディンストヴォ、OFK Kabloviは合併し、FKヤゴディナが誕生した。
2012-13シーズンはセルビア・カップ決勝でFKヴォイヴォディナ・ノヴィ・サドに1-0で勝利し、初の主要タイトルを獲得した。同じ組み合わせになった2013-14シーズンの決勝戦は0-2で敗れたが、セルビア・スーペルリーガは過去最高の3位で終えた。

## タイトル

### 国内タイトル
- セルビア・カップ：1回
  - 2012-13

### 国際タイトル
なし

## 過去の成績
| シーズン | ディビジョン             | ディビジョン | ディビジョン | ディビジョン | ディビジョン | ディビジョン | ディビジョン | ディビジョン | ディビジョン |
| シーズン | リーグ                   | 試合数       | 勝           | 分           | 敗           | 得点         | 失点         | 勝ち点       | 順位         |
| -------- | ------------------------ | ------------ | ------------ | ------------ | ------------ | ------------ | ------------ | ------------ | ------------ |
| 2008-09  | セルビア・スーペルリーガ | 33           | 10           | 4            | 19           | 28           | 47           | 34           | 10位         |
| 2009-10  | セルビア・スーペルリーガ | 30           | 12           | 7            | 11           | 38           | 34           | 43           | 6位          |
| 2010-11  | セルビア・スーペルリーガ | 30           | 8            | 8            | 14           | 26           | 33           | 32           | 12位         |
| 2011-12  | セルビア・スーペルリーガ | 30           | 14           | 9            | 7            | 34           | 20           | 51           | 4位          |
| 2012-13  | セルビア・スーペルリーガ | 30           | 15           | 5            | 10           | 35           | 26           | 50           | 4位          |
| 2013-14  | セルビア・スーペルリーガ | 30           | 13           | 9            | 8            | 40           | 30           | 48           | 3位          |
| 2014-15  | セルビア・スーペルリーガ | 30           | 10           | 5            | 15           | 38           | 45           | 35           | 10位         |

## 欧州の成績
| 年度    | 大会                 | ラウンド  | 対戦相手         | ホーム | アウェー | 合計 |
| ------- | -------------------- | --------- | ---------------- | ------ | -------- | ---- |
| 2012-13 | UEFAヨーロッパリーグ | 予選1回戦 | FCオルダバス     | 0-1    | 0-0      | 0-1  |
| 2013-14 | UEFAヨーロッパリーグ | 予選2回戦 | FCルビン・カザン | 2-3    | 0-1      | 2-4  |
| 2014-15 | UEFAヨーロッパリーグ | 予選2回戦 | CFRクルジュ      | 0-1    | 0-0      | 0-1  |

## 歴代監督
- ミロイコ・ゴシッチ (2007-2008)
- ネナド・ミロヴァノヴィッチ (2008-2009)
- ミロイコ・ゴシッチ (暫定) (2009)
- ネボイシャ・マクシモヴィッチ (2009)
- ムラデン・ドディッチ (2009-2010)
- ミロイコ・ゴシッチ (2010-2011)
- ヨヴィツァ・シュコロ (2011)
- シモ・クルニッチ (2011-2013)
- ムラデン・ドディッチ (2013-2014)
- シモ・クルニッチ (2014-)

## 歴代所属選手
- ミロシュ・ストヤノヴィッチ 2007-2009, 2011-2013
- ペリツァ・オグニェノヴィッチ 2009-2011
- ミラン・ボヨヴィッチ 2009-2011
- オグニェン・ムドリンスキ 2011-2012
- ゴラン・ゴギッチ 2011-2013
- モハメド・エル・モニル 2011-2013, 2014
- アレクサンダル・フィリポヴィッチ 2011-2016
- プレドラグ・ライコヴィッチ 2012-2013
- アレクサンダル・ペシッチ 2013-2014
- アンジェルコ・ジュリチッチ 2013-2015
- フレディー・アドゥー 2014
- イヴァン・アレクシッチ 2014
- オグニェン・オジェゴヴィッチ 2014
- ニコラ・ヤキモフスキ 2014
- アレクサンダル・ヴァリャチッチ 2014-2015
- ネマニャ・イヴァノヴィッチ 2015
- ジョルジェ・ニコリッチ 2015-2016
- アレクサンダル・イェヴティッチ 2016